# Alfaião

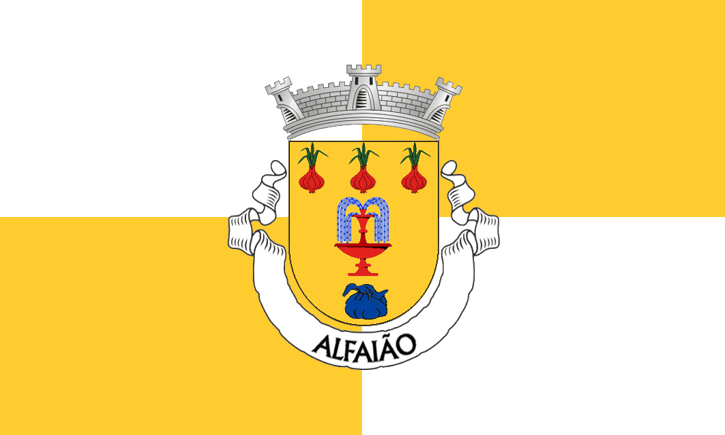
Bandera de la freguesia.

Alfaião es una freguesia portuguesa del municipio de Braganza, con 19,98 km² de área y 173 habitantes (2001). Densidad: 8,7 hab/km². Es conocida por tener fuentes de aguas sulfurosas.

## Geografía
El territorio parroquial tiene una topografía de tipo planáltico, y sus cotas oscilan entre alturas de 500 y los 750 metros. El río Sabor pasa por la mitad oriental de esta freguesia, atravesando el eje norte-sur en una cuenca particularmente tortuosa.

## Patrimonio
Posee una Iglesia de estilo barroco, en un valle junto a la ribera del río Sabor se encuentra una capilla de la señora de Veiga (Senhora da Veiga).
- Datos: Q1891648
- Multimedia: Alfaião / Q1891648

1. ↑  Worldpostalcodes.org,código postal n.º 5300.